# (1375) Alfreda
(1375) Alfreda – planetoida z pasa głównego asteroid okrążająca Słońce w ciągu 3 lat i 305 dni w średniej odległości 2,45 au. Została odkryta 22 października 1935 w Observatoire Royal de Belgique w Uccle przez Eugène’a Delporte. Nazwa planetoidy pochodzi od imienia przyjaciela odkrywcy. Przed jej nadaniem planetoida nosiła oznaczenie tymczasowe (1375) 1935 UB.